# Microrregión de Lajeado-Estrela
La microrregión de Lajeado-Estrela es una de las microrregiones del estado brasileño de Rio Grande do Sul perteneciente a la mesorregión Centro Oriental Rio-Grandense. Su población fue estimada en 2005 por el IBGE en 297.270 habitantes y está dividida en 31 municipios. Posee un área total de 4.040,170 km².

## Municipios
- Arroio do Meio
- Bom Retiro do Sul
- Boqueirão do Leão
- Canudos do Vale
- Capitão
- Colinas
- Coqueiro Baixo
- Cruzeiro do Sul
- Doutor Ricardo
- Encantado
- Estrela
- Fazenda Vilanova
- Forquetinha
- Imigrante
- Lajeado
- Marques de Souza
- Muçum
- Nova Bréscia
- Paverama
- Pouso Novo
- Progresso
- Relvado
- Roca Sales
- Santa Clara do Sul
- Sério
- Tabaí
- Taquari
- Teutônia
- Travesseiro
- Vespasiano Corrêa
- Westfália

- Datos: Q2598325